# Kevin Kilner
Kevin Kilner (Baltimora, 3 maggio 1958) è un attore statunitense.

## Biografia
Kevin Kilner è nato a Baltimora nel Maryland. Ha fatto la sua prima apparizione televisiva in un episodio de I Robinson nel 1989.
Ha acquisito notorietà interpretando il ruolo di Jack Pruitt nel film Mamma, ho preso il morbillo, e per aver recitato nelle serie televisive: Almost Perfect e Pianeta Terra - Cronaca di un'invasione.

### Vita privata
Dal 1998 è sposato con l'attrice Jordan Baker.

## Filmografia parziale

### Cinema
- Un pezzo da 20 (Twenty Bucks), regia di Keva Rosenfeld (1993)
- The Stöned Age, regia di James Melkonian (1994)
- Mamma, ho preso il morbillo (Home Alone 3), regia di Raja Gosnell (1997)
- American Pie 2, regia di James B. Rogers (2001)
- Auto Focus, regia di Paul Schrader (2002)
- Quando meno te lo aspetti (Raising Helen), regia di Garry Marshall (2004)
- A Cinderella Story, regia di Mark Rosman (2004)
- Shopgirl, regia di Anand Tucker (2005)
- Un solo desiderio (One Wish), regia di Felix R. Limardo (2010)

### Televisione
- I Robinson (The Cosby Show) – serie TV, 1 episodio (1989)
- I racconti della cripta (Tales from the Crypt) – serie TV, 1 episodio (1990)
- La signora in giallo (Murder, She Wrote) – serie TV, 2 episodi (1992-1993)
- Almost Perfect – serie TV, 25 episodi (1995-1996)
- Frasier – serie TV, 1 episodio (1998)
- Pat, la mamma virtuale (Smart House), regia di LeVar Burton – film TV (1999)
- Pianeta Terra - Cronaca di un'invasione (Earth: Final Conflict) – serie TV, 24 episodi (1997-2001)
- CSI: Miami – serie TV, episodio 1x04 (2002)
- Malcolm (Malcolm in the Middle) – serie TV, 1 episodio (2003)
- Detective Monk (Monk) – serie TV, episodio 4x06 (2005)
- One Tree Hill – serie TV, 6 episodi (2005-2006)
- The Closer - serie TV, episodio 2x01 (2006)
- Ghost Whisperer - Presenze (Ghost Whisperer) – serie TV, 1 episodio (2007)
- Dollhouse – serie TV, 2 episodio (2009)
- Damages – serie TV, 2 episodi (2009)
- CSI: NY – serie TV, 1 episodio (2010)
- White Collar – serie TV, 2 episodi (2010-2011)
- Blue Bloods - serie TV, episodio 4x03 (2013)
- House of Cards - Gli intrighi del potere (House of Cards) – serie TV, 3 episodi (2013-2014)
- Castle – serie TV, episodio 6x19 (2014)
- NCIS - Unità anticrimine (NCIS) – serie TV, episodio 17x07 (2019)
- Bonding – serie TV, 3 episodi (2021)
- East New York - serie TV, episodio 1x19 (2023)

## Doppiatori italiani
Nelle versioni in italiano delle opere in cui ha recitato, Kevin Kilner è stato doppiato da:
- Sergio Di Stefano in CSI: Miami, Un pezzo da venti, A Cinderella Story, Almost Perfect, Frasier
- Saverio Indrio in Pianeta Terra - Cronaca di un'invasione, CSI: NY, White Collar (ep. 2x10)
- Roberto Draghetti in Quando meno te lo aspetti, One Three Hill
- Sergio Lucchetti in Life on Mars, NCIS - Unità anticrimine
- Antonio Sanna in Mamma ho preso il morbillo
- Enrico Di Troia in Detective Monk
- Vittorio De Angelis in Malcolm
- Paolo Marchese in The Closer
- Renato Cortesi in Ghost Whisperer - Presenze
- Stefano Benassi ne Un solo desiderio
- Emidio La Vella in White Collar (ep. 2x01)
- Daniele Valenti in Blue Bloods
- Massimo Rossi ne Il potere dei soldi
- Antonio Palumbo in Castle
- Mauro Gravina in Quantico
- Giovanni Petrucci in Elementary
- Stefano Mondini in Bull
- Gianluca Solombrino in FBI: Most Wanted